# Mahamat Assileck Halata
Mahamat Assileck Halata né le 03 novembre 1967 à Mao, dans la région du Kanem, est un homme politique tchadien et ancien membre de l'Union des Forces pour la Démocratie et le Développement (UFDD). Il est le Ministre de l'aménagement du territoire de l'Urbanisme et Habitat depuis le 06 février 2025.

## Biographie

### Jeunesse et formation
Mahamat Assileck Halata naît le 03 novembre 1967 à Mao. Il est diplômé de l'Ecole Hôtelière de Marrakech, de l’Institut Supérieur Internationale de Tourisme de Tanger et d'un Master à Sciences Po Paris. 

### Parcours Professionnel
Vers 2000, il rejoint le mouvement rebelle l'Union des forces pour la démocratie et le développement, où il devient par la suite le porte-parole. Puis il devient plus tard le Vice-Président de l'UFDD. En 2022, il entame des pourparlers avec le gouvernement de la transition. D'abord à Doha, puis quelques mois plus tard, il rentre au bercail avec quelque membre du l'UFDD pour participer au dialogue national inclusif,.
Le 14 Octobre 2022, il est nommé Ministre de l'Aménagement du territoire et de l'Urbanisme dans le gouvernement d'union nationale dirigé par Saleh Kebzabo. Poste auquel il dirige jusqu'à nos jours.  
En Avril 2024, par un communiqué signé par le Président de l'UFDD, Mahamat Nouri, Mahamat Assileck Halata est exclu du mouvement UFDD pour « faute grave »,.   